# Тверкинг
Тве́ркинг (сокращённо тве́рк либо твёрк) (англ. twerking, twerk), иногда также бути-дэнс или бути-шейк (англ. booty dance, booty shake) — танец, в движениях которого активно используется работа ягодиц и бёдер. Исполняется в сексуальной провокационной манере.
Появился в Новом Орлеане в начале 1990-х годов и был связан с местной музыкой в стиле баунс (ответвление южного хип-хопа). Широкую популярность приобрёл в 2013 году благодаря певице Майли Сайрус.

## Происхождение
Доподлинно неизвестно как именно произошло слово «тверк». Сам же танец предположительно восходит к традиционным танцам африканского континента. В частности в Западной Африке под разными названиями подобный танец известен в Кот-д’Ивуаре и Сенегале. Танцы с подобными движениями существуют и в среде африканской диаспоры в странах Карибского бассейна. Со временем эти движения были заимствованы современными танцами этого региона, например дэнсхоллом.

## История
Собственно танец тверкинг появился в Новом Орлеане в начале 1990-х годов и был тесно связан с местной баунс-сценой (одно из ответвлений южного хип-хопа). Слово «тверк» входило в лексикон местных диджеев и его часто можно было услышать на вечеринках. На протяжении 90-х годов танец распространился по югу США. Новоорлеанский DJ Jubilee в 1993 году выпустил трек «Stop Pause (Do the Jubilee All)». Эта композиция считается первой записью на которой было использовано слово «тверк». В 1995 году другой баунс-исполнитель Cheeky Blakk вынес это слово уже в заголовок на своём треке «Twerk Something». В 2000 году дуэт из Атланты Ying Yang Twins выпустил свой дебютный сингл «Whistle While You Twurk», который достиг первого места в рэп-чарте Billboard. В 2001 году о тверке спел протеже Тимбалэнда Bubba Sparxxx (песня «Twerk a Little»), таким образом став первым белым спевшим о тверкинге. В 2003 году Лил Джон выпустил одну из самых популярных песен 2000-х годов «Get Low». Песня поднялась до второго места уже основного чарта Billboard Hot 100, а в качестве приглашённых артистов на треке присутствовал дуэт Ying Yang Twins. Постепенно о тверке стало возможным услышать и от мейнстримовых артистов: у Бейонсе вышла песня «Check on It» (2005), а у Джастина Тимберлейка «SexyBack» (2006).
В начале лета 2009 года три афроамериканские девушки из Атланты, назвавшие себя «The Twerk Team», начали вести канал на YouTube, куда загружали видео на которых танцевали тверкинг. Канал быстро стал набирать популярность. Waka Flocka Flame в своей совместной с Дрейком песне «Round of Applause» (2011) спел о The Twerk Team («Bounce that ass, shake that ass like the Twerk Team»).
В 2012 году Дипло и Nicky Da B выпустили совместную песню «Express Yourself», в клипе на которую можно было увидеть тверкинг вниз головой. В этом же году по теме тверка вышла песня «Pop That», исполненная French Montana в компании с другими рэперами, а также песня Juicy J о стриптизёршах «Bandz a Make Her Dance». В конце этого года на популярном YouTube-канале «Howcast», на котором выходили обучающие видео по разным темам, вышло видео «Как танцевать тверк», для записи которого был приглашён профессиональный хореограф. Это видео набрало десять миллионов просмотров за полгода.
В марте 2013 года поп-певица Майли Сайрус опубликовала на Facebook видео в котором танцевала танец с элементами тверкинга в костюме единорога под песню 2011 года «Wop» рэпера J. Dash. Видео стало мемом и породило большое количество пародий, а песня «Wop» повторно попала в чарт Billboard Hot 100. Далее в июне Майли посетила концерт Juicy J, во время которого поднялась на сцену, чтобы станцевать тверкинг. Видео с этого концерта также стали вирусными. В этом же месяце у певицы вышел видеоклип на песню «We Can’t Stop», также с элементами тверкинга. В следующий раз Сайрус станцевала этот танец уже в августе на премии MTV VMA. Действия певицы вызвали споры в американском обществе. Её обвиняли в аморальном поведении. К тому же ещё совсем недавно она была известна как диснеевская Ханна Монтана. Параллельно певицу обвиняли в культурном присвоении. В узком смысле имелось ввиду, что Сайрус не имеет отношение к хип-хопу, однако использует его элементы для продвижения своей карьеры. Или в широком смысле, что белые опять присваивают себе культуру чернокожих. В мае этого же года разгорелся скандал в одной из школ Сан-Диего. Порядка тридцати учениц выпускного класса были отстранены от занятий из-за съёмок на территории школы музыкального видео с тверкингом.
События вокруг тверкинга в 2013 году привели к тому, что танец получил широкое освещение в СМИ и стал мейнстримом. Оксфордский словарь (ODE) в этом году внёс слово «тверк» в свою онлайн-версию. По данным же Google самым популярным запросом этого года, среди тех, которые начинаются со слов «Что такое», стал запрос «Что такое тверкинг».
Постепенно танец начали исполнять и другие знаменитости: Игги Азалия (танцевала его на своих концертах ещё с 2011 года), Ванесса Хадженс, Молли Кинг, Сиара, Ники Минаж, Рианна Бет Берс, Дженнифер Лопес, Карди Би и другие.

## Описание
Элементы танца включают ряд различных движений, таких как:
- движения ягодицами (rump shaking),
- вибрации ягодицами (booty shake),
- ритмичные вращения бёдер и поясницы (hip roll),
- изоляция в танце одной ягодичной мышцы от другой,
- изоляция во время движения ягодиц верхней части тела от нижней,
- описывание восьмерки бёдрами,
- удары бёдрами.

Особенностью танца является то, что одна ягодичная мышца может двигаться независимо от другой. Кроме того, занятия танцем позволяет приобрести спортивную форму, задействовав мышцы бедёр, ягодиц, поясницы, спины, ног и пресса, также обеспечить профилактику застойных явлений по гинекологии благодаря регулярной интенсивной работе тазом. Считается, что танец способствует раскрепощению и избавлению от комплексов.

## Скандалы в России
Выступление новгородского танцевального коллектива, танцевавшего бути-дэнс около Монумента Победы в День памяти и скорби 22 июня 2014 года, которое привело к негативной реакции со стороны части общественности.
В апреле 2015 года в Интернете появилось видео концерта «Пчёлки и Винни-Пух» оренбургской танцевальной школы «Кредо», на котором девушки в роли «пчёлок» исполняли танец в стиле тверк. За короткое время видео посмотрели миллионы человек. Видео заинтересовалась администрация города и местная прокуратура. Следственный комитет РФ заявил, что танец выполняют в том числе несовершеннолетние, и инициировал доследственную проверку по факту выступления. СК отказался возбуждать дело после танца «пчёлок» в Оренбургской области: «По заключению специалистов в области хореографии, все движения являются элементами в стиле „тверк“, элементов эротики и порнографии танец не содержит». Тем не менее, было сообщено, что тверк-класс в этой школе будет закрыт.
В апреле 2015 года три из пяти девушек, станцевавших тверк у новороссийского мемориала «Малая земля», были арестованы на срок от 10 до 15 суток.
В отношении курсантов Казачьего кадетского корпуса Новороссийска, которые станцевали откровенный танец на танке Т-34, была инициирована прокурорская проверка.